# NGC 2333
NGC 2333 è una galassia a spirale situata nella costellazione dei Gemelli, a una distanza di circa 233 milioni di anni luce dalla nostra Via Lattea.

## Scoperta
La galassia è stata scoperta il 4 febbraio 1793 dall'astronomo britannico di origine tedesca William Herschel.

## Descrizione
NGC 2333 ha una classe di luminosità I e presenta una larga riga a 21 cm dell'idrogeno neutro.

## Supernova
Il 12 giugno 2010, all'interno di NGC 2333 è stata scoperta la supernova SN 2010ie da K. Lin, W. Li, S. B. Cenko e A. V. Filippenko nel corso del programma LOSS (Lick Observatory Supernova Search) dell'Osservatorio Lick. La supernova è stata classificata di tipo Ib.